# Trépail
Trépail és un municipi francès, situat al departament del Marne i a la regió del Gran Est. L'any 2007 tenia 443 habitants.

## Demografia

### Població
El 2007 la població de fet de Trépail era de 443 persones. Hi havia 197 famílies, de les quals 52 eren unipersonals (24 homes vivint sols i 28 dones vivint soles), 89 parelles sense fills i 56 parelles amb fills.
La població ha evolucionat segons el següent gràfic:
Habitants censats

### Habitatges
El 2007 hi havia 218 habitatges, 200 eren l'habitatge principal de la família, 8 eren segones residències i 10 estaven desocupats. 207 eren cases i 10 eren apartaments. Dels 200 habitatges principals, 154 estaven ocupats pels seus propietaris, 37 estaven llogats i ocupats pels llogaters i 9 estaven cedits a títol gratuït; 3 tenien dues cambres, 20 en tenien tres, 37 en tenien quatre i 140 en tenien cinc o més. 144 habitatges disposaven pel capbaix d'una plaça de pàrquing. A 92 habitatges hi havia un automòbil i a 93 n'hi havia dos o més.

### Piràmide de població
La piràmide de població per edats i sexe el 2009 era:
| Homes | Edats   | Dones |
| ----- | ------- | ----- |
| 0     | 95 o +  | 0     |
| 0     | 90 a 94 | 0     |
| 0     | 85 a 89 | 0     |
| 0     | 80 a 84 | 8     |
| 4     | 75 a 79 | 8     |
| 16    | 70 a 74 | 8     |
| 0     | 65 a 69 | 20    |
| 16    | 60 a 64 | 8     |
| 16    | 55 a 59 | 16    |
| 24    | 50 a 54 | 16    |
| 24    | 45 a 49 | 16    |
| 24    | 40 a 44 | 20    |
| 12    | 35 a 39 | 20    |
| 12    | 30 a 34 | 20    |
| 12    | 25 a 29 | 8     |
| 20    | 20 a 24 | 4     |
| 24    | 15 a 19 | 20    |
| 16    | 10 a 14 | 16    |
| 12    | 5 a 9   | 8     |
| 4     | 0 a 4   | 8     |

## Economia
El 2007 la població en edat de treballar era de 302 persones, 239 eren actives i 63 eren inactives. De les 239 persones actives 231 estaven ocupades (118 homes i 113 dones) i 8 estaven aturades (4 homes i 4 dones). De les 63 persones inactives 29 estaven jubilades, 19 estaven estudiant i 15 estaven classificades com a «altres inactius».

### Ingressos
El 2009 a Trépail hi havia 197 unitats fiscals que integraven 450 persones, la mediana anual d'ingressos fiscals per persona era de 21.992,5 €.

### Activitats econòmiques
Dels 10 establiments que hi havia el 2007, 3 eren d'empreses alimentàries, 3 d'empreses de construcció, 3 d'empreses de comerç i reparació d'automòbils i 1 d'una empresa de serveis.
Dels 3 establiments de servei als particulars que hi havia el 2009, 1 era un guixaire pintor, 1 fusteria i 1 empresa de construcció.
Dels 3 establiments comercials que hi havia el 2009, 1 era un supermercat, 1 una botiga de més de 120 m² i 1 una botiga de menys de 120 m².
L'any 2000 a Trépail hi havia 118 explotacions agrícoles que ocupaven un total de 315 hectàrees.

## Equipaments sanitaris i escolars
El 2009 hi havia una escola elemental integrada dins d'un grup escolar amb les comunes properes formant una escola dispersa.

## Poblacions més properes
El següent diagrama mostra les poblacions més properes.